# Patrick Cregg
Patrick Cregg (Dublín, Irlanda, 21 de febrero de 1986), futbolista irlandés. Juega de volante y su actual equipo es el St. Johnstone FC de la Premier League de Escocia. 

## Selección nacional
Ha sido internacional con la Selección de fútbol de Irlanda Sub-21.

## Clubes
| Club             | País       | Año       |
| ---------------- | ---------- | --------- |
| Arsenal FC       | Inglaterra | 2004-2006 |
| Falkirk FC       | Escocia    | 2006-2009 |
| Hibernian FC     | Escocia    | 2009-2010 |
| Greenock Morton  | Escocia    | 2010      |
| St. Mirren FC    | Escocia    | 2010-2011 |
| Bury FC          | Inglaterra | 2011-2012 |
| St. Johnstone FC | Escocia    | 2012-     |

## Palmarés

### Campeonatos nacionales
| Título          | Club             | País    | Año  |
| --------------- | ---------------- | ------- | ---- |
| Copa de Escocia | St. Johnstone FC | Escocia | 2014 |